# Biais d'attribution
En psychologie, un biais d'attribution est un biais cognitif qui se réfère aux erreurs systématiques commises lorsque les personnes évaluent ou tentent de trouver des raisons pour leurs propres comportements et ceux des autres,,. Les gens font constamment des attributions concernant la cause de leur propre comportement et celui des autres ; cependant, les attributions ne reflètent pas toujours fidèlement la réalité. Plutôt que de fonctionner comme des percepteurs objectifs, les gens sont enclins à des erreurs de perception qui conduisent à des interprétations biaisées de leur monde social,.
Les biais d'attribution ont d'abord été discutés dans les années 1950 et 1960 par des psychologues tels que Fritz Heider, qui a étudié la théorie de l'attribution. D'autres psychologues, tels que Harold Kelley et Ed Jones, ont développé les premiers travaux de Heider en identifiant les conditions dans lesquelles les personnes sont plus ou moins susceptibles de faire différents types d'attributions.
Les biais d'attribution sont présents dans la vie quotidienne et constituent donc un sujet important et pertinent à étudier. Par exemple, lorsqu'un conducteur nous coupe la route, nous sommes plus susceptibles d'attribuer le blâme au conducteur imprudent (p. Ex. « Quel imbécile ! ») Plutôt qu'à des circonstances particulières (p. Ex. "Peut-être étaient-ils pressés et ne m'ont pas remarqué"). De plus, il existe différents types de biais d'attribution, tels que l'erreur d'attribution ultime, l'erreur d'attribution fondamentale, le biais acteur-observateur et le biais d'attribution hostile. Chacun de ces biais décrit une tendance spécifique que les gens manifestent lorsqu'ils raisonnent sur la cause de différents comportements.
Depuis les premiers travaux, les chercheurs ont continué d'examiner comment et pourquoi les gens présentent des interprétations biaisées de l'information sociale. De nombreux types de biais d'attribution ont été identifiés, et des recherches psychologiques plus récentes sur ces biais ont examiné comment les biais d'attribution peuvent affecter les émotions et le comportement,,.

## Histoire

### Théorie de l'attribution
La recherche sur les biais d'attribution est fondée sur la théorie de l'attribution, qui a été proposée pour expliquer pourquoi et comment nous créons du sens à propos du comportement des autres et de notre propre comportement. Cette théorie se concentre sur l'identification de la façon dont un observateur utilise l'information dans son environnement social afin de créer une explication causale des événements. La théorie de l'attribution fournit également des explications pour expliquer pourquoi différentes personnes peuvent interpréter le même événement de différentes manières et quels facteurs contribuent aux biais d'attribution.

#### Fritz Heider
Le psychologue Fritz Heider a d'abord discuté des attributions dans son livre de 1958, The Psychology of Interpersonal Relations.. Heider a fait plusieurs contributions importantes qui ont jeté les bases d'une recherche plus poussée sur la théorie de l'attribution et les biais d'attribution. Il a noté que les gens ont tendance à faire des distinctions entre les comportements qui sont causés par la disposition personnelle et les conditions environnementales ou situationnelles. Il a également prédit que les gens sont plus susceptibles d'expliquer le comportement des autres en termes de facteurs dispositionnels (c.-à-d., causés par la personnalité d'une personne donnée) tout en ignorant les exigences situationnelles environnantes.

#### Jones et Davis
S'appuyant sur les premiers travaux de Heider, d'autres psychologues dans les années 1960 et 1970 ont étendu le travail sur les attributions en proposant d'autres théories connexes. En 1965, les psychologues sociaux Edward E. Jones et Keith Davis ont proposé une explication des modèles d'attribution appelés théorie de l'inférence correspondante. Une "inférence correspondante" suppose que le comportement d'une personne reflète une disposition stable ou caractéristique de la personnalité. Ils ont expliqué que certaines conditions nous rendent plus susceptibles de faire une inférence correspondante sur le comportement de quelqu'un:
L'Intention
Les gens sont plus susceptibles de faire une inférence correspondante quand ils interprètent le comportement de quelqu'un comme intentionnel, plutôt qu'involontaire.
La désirabilité sociale
Les gens sont plus susceptibles de faire une inférence correspondante quand le comportement d'un acteur est socialement indésirable que quand il est conventionnel.
Effets de comportement
Les gens sont plus susceptibles de faire une inférence correspondante, ou dispositionnelle, lorsque les actions de quelqu'un d'autre produisent des résultats qui sont rares ou non atteints par d'autres actions.

#### Harold Kelley
Peu de temps après que Jones et Davis eurent proposé leur théorie d'inférence, Harold Kelley, un psychologue social célèbre pour son travail sur la théorie de l'interdépendance et la théorie de l'attribution, a proposé un modèle de covariation pour expliquer les attributions. Ce modèle a aidé à expliquer comment les gens choisissent d'attribuer un comportement à une disposition interne par rapport à un facteur environnemental. Kelley a utilisé le terme «covariation» pour indiquer que, lors de la définition des attributions, les personnes ont accès à l'information provenant de nombreuses observations, à différentes situations et à de nombreux moments; par conséquent, les gens peuvent observer la façon dont un comportement varie dans ces différentes conditions. Il a proposé trois facteurs qui influencent la façon dont nous expliquons le comportement :
- Consensus: La mesure dans laquelle les autres personnes se comportent de la même manière. Il y a un consensus élevé lorsque la plupart des gens se comportent de manière cohérente avec une action / un acteur donné et, au contraire, un faible consensus quand peu de gens se comportent de cette manière.
- Cohérence: La mesure dans laquelle une personne se comporte habituellement d'une certaine manière. Il y a une grande cohérence quand une personne se comporte presque toujours d'une manière spécifique et, au contraire, une faible cohérence quand une personne ne se comporte presque jamais comme ça.
- Caractère distinctif: La mesure dans laquelle le comportement d'un acteur dans une situation est différent de son comportement dans d'autres situations. Il y a un grand caractère distinctif lorsqu'un acteur ne se comporte pas de la sorte dans la plupart des situations et, au contraire, un faible caractère distinctif quand un acteur se comporte généralement d'une manière particulière dans la plupart des situations.

Kelley a suggéré que les gens sont plus susceptibles de faire des attributions dispositionnelles lorsque le consensus est faible (i.e. quand la plupart des autres ne se comportent pas de la même manière), la cohérence est élevée (une personne se comporte de cette façon) et le caractère distinctif est faible (le comportement n'est pas unique à cette situation). Alternativement, les attributions situationnelles sont plus susceptibles d'être observées lorsque le consensus est élevé, que la cohérence est faible et que le caractère distinctif est élevé. Ses recherches ont permis de révéler les mécanismes spécifiques qui sous-tendent le processus d'attribution.

### Attributions biaisées
Alors que les premiers chercheurs ont exploré la façon dont les gens attribuent les attributions causales, ils ont également reconnu que les attributions ne reflètent pas nécessairement la réalité et peuvent être colorées par la propre perspective d'une personne.  Certaines conditions peuvent inciter les gens à présenter des biais d'attribution, ou tirer des conclusions inexactes sur la cause d'un comportement ou d'un résultat donné. Dans son travail sur la théorie de l'attribution, Fritz Heider a noté que dans des situations ambiguës, les gens font des attributions basées sur leurs propres désirs et besoins, qui sont donc souvent biaisés. Il a également expliqué que cette tendance était enracinée dans le besoin de maintenir un concept de soi positif, appelé plus tard le biais d'autocomplaisance.
Le modèle de covariation de Kelley a également conduit à la reconnaissance des biais d'attribution. Le modèle a expliqué les conditions dans lesquelles les gens feront des attributions dispositionnelles ou situationnelles. Mais, il supposait que les gens avaient accès à une telle information (c.-à-d., Le consensus, la cohérence et le caractère distinctif du comportement d'une personne). Qu'en est-il lorsque nous n'avons pas accès à de telles informations, par exemple, lorsque nous interagissons avec quelqu'un que nous ne connaissons pas bien? Le manque d'information entraîne une tendance à prendre des raccourcis cognitifs, ce qui entraîne différents types de biais d'attribution, tels que le biais acteur-observateur qui sera discuté ci-dessous.

#### Explication cognitive
Bien que les psychologues aient convenu que les gens sont enclins à ces biais cognitifs, il y avait un désaccord sur la cause de ces biais. D'un côté, les partisans d'un «modèle cognitif» ont soutenu que les biais étaient le produit de contraintes de traitement de l'information humaine. L'un des principaux partisans de ce point de vue était le psychologue de Yale, Michael Storms, qui a proposé cette explication cognitive à la suite de son étude de 1973 sur la perception sociale. Dans son expérience, les participants ont vu une conversation entre deux individus; nous les appellerons Acteur un et Acteur deux. Certains participants ont vu la conversation en face de l'acteur un, de sorte qu'ils étaient incapables de voir le devant de l'acteur deux, tandis que les autres participants ont vu la conversation tout en face à l'acteur deux, étant ainsi dans l'impossibilité de voir le devant de l'Acteur un. À la suite de la conversation, les participants ont été invités à faire des attributions au sujet des causeurs. Il a constaté que les participants attribuaient plus d'influence causale à la personne qu'ils regardaient. En d'autres termes, les participants ont fait des attributions différentes selon les informations auxquelles ils avaient accès. Storms a utilisé ces résultats pour étayer sa théorie des biais d'attribution cognitivement motivés; parce que nous n'avons accès au monde que par nos propres yeux, nous sommes inévitablement contraints et par conséquent enclins aux préjugés. De même, le psychologue social Anthony Greenwald a décrit les humains comme possédant un ego totalitaire, ce qui signifie que nous voyons le monde à travers notre propre personnalité. Par conséquent, différentes personnes interprètent inévitablement le monde différemment et, à leur tour, arrivent à des conclusions différentes.

#### Explication motivationnelle
Ces points de vue sur les biais d'attribution comme étant le seul produit des contraintes du traitement de l'information ont été critiqués par des chercheurs qui ont soutenu que les humains ne se contentent pas d'interpréter passivement leur monde et de faire des attributions; ils sont plutôt actifs et axés sur les objectifs. S'appuyant sur cette critique, la recherche a commencé à se concentrer sur le rôle des motivations dans la détermination des biais d'attribution. Des chercheurs comme Ziva Kunda ont attiré l'attention sur les aspects motivés des attributions et des biais d'attribution. Kunda en particulier a fait valoir que certains préjugés n'apparaissent que lorsque les gens sont soumis à des pressions motivantes; par conséquent, ils ne peuvent pas être exclusivement expliqués par un processus cognitif objectif. Plus précisément, nous sommes plus susceptibles de construire des jugements sociaux biaisés lorsque nous sommes motivés à arriver à une conclusion particulière, aussi longtemps que nous pouvons justifier cette conclusion.

## Théorie actuelle
Les premiers chercheurs ont expliqué que les biais d'attribution étaient motivés par des facteurs cognitifs et résultaient d'erreurs de traitement de l'information. Au début des années 1980, des études ont démontré qu'il peut également y avoir une composante motivationnelle aux biais d'attribution, de sorte que nos propres désirs et émotions affectent la façon dont nous interprétons l'information sociale. La recherche actuelle continue d'explorer la validité de ces deux explications en examinant la fonction de types spécifiques de biais d'attribution et leurs corrélats comportementaux à travers une variété de méthodes (par exemple, la recherche avec des enfants ou en utilisant des techniques d'imagerie cérébrale),,.
La recherche récente sur les biais d'attribution s'est concentrée sur l'identification de types spécifiques de ces biais et de leurs effets sur le comportement des gens. En outre, certains psychologues ont adopté une approche appliquée et démontré comment ces biais peuvent être compris dans des contextes réels (par exemple, le lieu de travail ou l'école),. Les chercheurs ont également utilisé le cadre théorique des attributions et des biais d'attribution afin de modifier la façon dont les gens interprètent l'information sociale. Des études ont utilisé l'attribution pour aider, par exemple, les étudiants à avoir des perceptions plus positives de leurs propres capacités académiques.

## Les limites de la théorie
Il y a beaucoup d'incohérences dans les affirmations des scientifiques et des chercheurs qui tentent de prouver ou de réfuter les théories de l'attribution et le concept de biais d'attribution. La théorie a été formée comme une explication complète de la façon dont les gens interprètent la base des comportements dans les interactions humaines. Cependant, il y a eu des études qui indiquent des différences culturelles dans les biais d'attribution entre les peuples des sociétés orientales et occidentales. De plus, certains scientifiques croient que les biais d'attribution ne se manifestent que dans certains contextes d'interaction où des résultats ou des attentes possibles rendent nécessaire la formation d'attributions. Ces critiques du modèle d'attribution révèlent que la théorie n'est peut-être pas un principe général et universel.

## Types
Les chercheurs ont identifié de nombreux types spécifiques de biais d'attribution, qui décrivent tous les façons dont les gens présentent des interprétations biaisées de l'information. Notez qu'il ne s'agit pas d'une liste exhaustive (voir la liste des biais d'attribution pour en savoir plus).

### L'erreur fondamentale d'attribution
L'erreur fondamentale d'attribution fait référence à un biais dans l'explication des comportements des autres. Selon cette erreur, lorsque nous faisons des attributions sur les actions d'une autre personne, nous risquons de trop insister sur le rôle des facteurs dispositionnels, tout en minimisant l'influence des facteurs situationnels. Par exemple, si nous voyons un collègue se heurter à quelqu'un sur le chemin d'une réunion, nous sommes plus susceptibles d'expliquer ce comportement en termes d'insouciance ou de précipitation de notre collègue, plutôt que de considérer qu'il était en retard à une réunion.
Ce terme a été proposé pour la première fois au début des années 1970 par le psychologue Lee Ross à la suite d'une expérience qu'il a menée avec Edward E. Jones et Victor Harris en 1967. Dans cette étude, les participants ont été invités à lire deux essais; l'un a exprimé des opinions favorables à Castro et l'autre a exprimé des opinions anti-castristes. Les participants ont ensuite été invités à faire part de leurs attitudes envers les auteurs dans deux conditions distinctes. Lorsque les participants ont été informés que les auteurs avaient volontairement choisi leur position vis-à-vis de Castro, les participants ont, de manière prévisible, exprimé des attitudes plus positives envers l'écrivain anti-castriste. Cependant, lorsque les participants ont été informés que les positions des écrivains étaient déterminées par un tirage au sort, plutôt que par leur choix, les participants ont continué à exprimer des attitudes plus positives envers l'écrivain anti-castriste. Ces résultats ont démontré que les participants ne tenaient pas compte des facteurs situationnels lors de l'évaluation d'un tiers, fournissant la preuve de ce qui a ensuite été inventé comme l'erreur d'attribution fondamentale.

### Lebiais acteur-observateur
Le biais acteur-observateur (également l'asymétrie acteur-observateur) peut être considéré comme une extension de l'erreur d'attribution fondamentale. Selon le biais acteur-observateur, en plus de survaloriser les explications dispositionnelles des comportements des autres, nous avons tendance à sous-estimer les explications dispositionnelles et à surévaluer les explications situationnelles de notre propre comportement. Par exemple, une étudiante qui étudie peut expliquer son comportement en faisant référence à des facteurs situationnels (p. ex. « J'ai un examen à venir »), alors que d'autres l'expliqueront en faisant référence à des facteurs dispositionnels (p. ex.  « elle est ambitieuse et travailleuse dans l'âme »). Ce parti pris a été proposé par Edward E. Jones et Richard E. Nisbett en 1971, qui expliquaient que "les acteurs ont tendance à attribuer les causes de leur comportement aux stimuli inhérents à la situation, tandis que les observateurs attribuent le comportement aux dispositions stables de l'acteur."
Il y a eu une certaine controverse sur la base théorique du parti pris acteur-observateur. Dans une méta-analyse de 2006 de toutes les études publiées sur le biais depuis 1971, l'auteur a trouvé que l'explication originale de Jones et Nisbett ne tenait pas. Alors que Jones et Nisbett ont proposé que les acteurs et les observateurs expliquent les comportements comme des attributions à des dispositions ou à des facteurs situationnels, l'examen d'études antérieures a révélé que cette hypothèse pouvait être erronée. Au contraire, la reformulation théorique postule que la façon dont nous expliquons le comportement dépend de savoir s'il est intentionnel ou non, entre autres choses. Pour plus d'informations sur cette reformulation théorique, voir l'asymétrie acteur-observateur, ou se référer à la méta-analyse de Malle dans la section lecture ultérieure.

### Biais d'auto-complaisance
Un biais d'auto-complaisance fait référence à la tendance des gens à attribuer leurs succès à des facteurs internes mais à attribuer leurs échecs à des facteurs externes. Ce biais aide à expliquer pourquoi nous avons tendance à prendre le crédit de nos succès tout en refusant souvent toute responsabilité pour les échecs. Par exemple, un joueur de tennis qui gagne son match pourrait dire: «J'ai gagné parce que je suis un bon athlète», alors que le perdant pourrait dire: «J'ai perdu parce que l'arbitre était injuste».
Le biais d'auto-complaisance a été considéré comme un moyen de maintenir l'estime de soi. En d'autres termes, nous nous sentons mieux à propos de nous-mêmes en prenant le crédit des succès et en créant des reproches externes pour l'échec. Ceci est encore renforcé par la recherche qui montre que lorsque l'auto-menace augmente, les gens sont plus susceptibles de manifester un biais d'auto-complaisance.  Par exemple, les participants qui ont reçu des commentaires négatifs sur une tâche de laboratoire étaient plus susceptibles d'attribuer la performance de leur tâche à des facteurs externes plutôt qu'internes. Par conséquent, le biais d'auto-complaisance semble fonctionner comme un mécanisme de protection de l'ego, aidant les gens à mieux faire face aux échecs personnels.

### Biais d'attribution hostile
Le biais d'attribution hostile (HAB) a été défini comme un biais interprétatif dans lequel les individus ont tendance à interpréter les comportements ambigus des autres comme étant hostiles plutôt que bénins. Par exemple, si un enfant voit deux autres enfants chuchoter et suppose qu'ils parlent de lui, cet enfant attribue une intention hostile, même si le comportement des autres enfants était potentiellement bénin. La recherche a montré qu'il existe une association entre le biais d'attribution hostile et l'agression, de sorte que les personnes qui sont plus susceptibles d'interpréter le comportement de quelqu'un d'autre comme hostile sont également plus susceptibles d'adopter un comportement agressif,. Voir la section suivante sur l'agression pour plus de détails sur cette association.

## Conséquences pour le comportement

### Agression
Des recherches approfondies en psychologie sociale et du développement ont examiné la relation entre le comportement agressif et les biais d'attribution, avec un accent particulier sur le biais d'attribution hostile.
En particulier, les chercheurs ont constamment constaté que les enfants qui présentent un biais d'attribution hostile (tendance à percevoir l'intention des autres comme hostile, par opposition à bénigne) sont plus susceptibles de se livrer à des comportements agressifs. Plus précisément, le biais d'attribution hostile a été associé à l'agression réactive, par opposition à l'agression proactive, ainsi qu'à la victimisation. Alors que l'agression proactive est non provoquée et axée sur les objectifs, l'agression réactive est une réaction violente et réprimante à une sorte de provocation perçue. Par conséquent, les enfants victimes d'agression peuvent développer des opinions de leurs pairs comme étant hostiles, ce qui les amène à être plus susceptibles de commettre des agressions de représailles ou d'agression réactive.
La recherche a également indiqué que les enfants peuvent développer un biais d'attribution hostile en s'engageant dans l'agression dans le contexte d'un jeu vidéo. Dans une étude de 1998, les participants ont joué à un jeu vidéo très violent ou non violent et on leur a ensuite demandé de lire plusieurs histoires hypothétiques où l'intention d'un pair était ambiguë. Par exemple, les participants peuvent lire à propos de leurs pairs qui frappent quelqu'un dans la tête avec une balle, mais il n'est pas clair si oui ou non le pair a fait cela intentionnellement ou non. Les participants ont ensuite répondu à des questions sur l'intention de leurs pairs (par exemple : «Pensez-vous que votre pair a frappé quelqu'un avec la balle à dessein?»). Les enfants qui ont joué au jeu vidéo violent, comparativement aux participants qui ont joué au jeu non-violent, étaient plus susceptibles de dire que leurs pairs faisaient du tort à quelqu'un intentionnellement. Cette découverte a fourni la preuve que le simple fait de jouer à un jeu vidéo violent pouvait amener les enfants à développer un biais d'attribution hostile à court terme.

### Relations intergroupes
La recherche a révélé que nous montrons souvent des biais d'attribution lorsque nous interprétons le comportement d'autres personnes, et plus particulièrement lorsque nous expliquons le comportement des membres de notre groupe par rapport à ceux du groupe externe. Plus précisément, une revue de la littérature sur les biais d'attribution intergroupe a noté que les gens préfèrent généralement des explications dispositionnelles du comportement positif d'un membre du groupe et des explications situationnelles pour le comportement négatif d'un groupe. Autrement, les gens sont plus susceptibles de faire le contraire lorsqu'ils expliquent le comportement d'un membre hors groupe (c.-à-d., ils attribuent un comportement positif aux facteurs situationnels et un comportement négatif à la disposition). Essentiellement, les attributions des membres du groupe tendent à favoriser le groupe. Cette découverte a des implications importantes pour la compréhension d'autres sujets de psychologie sociale, tels que le développement et la persistance des stéréotypes hors groupe.
Les biais d'attribution dans les relations intergroupes sont également observés dès l'enfance. En particulier, les élèves des écoles élémentaires sont plus susceptibles de faire des attributions dispositionnelles lorsque leurs amis adoptent des comportements positifs, mais les attributions situationnelles lorsque des camarades détestés adoptent des comportements positifs. De même, les enfants sont plus susceptibles d'attribuer les comportements négatifs des amis aux facteurs situationnels, alors qu'ils attribuent les comportements négatifs des pairs détestés aux facteurs dispositionnels. Ces résultats fournissent la preuve que les biais d'attribution émergent dès l'enfance.

### Réalisation académique
Bien que certains biais d'attribution soient associés à des comportements inadaptés, tels que l'agression, certaines recherches ont également indiqué que ces biais sont flexibles et peuvent être modifiés pour produire des résultats positifs. Une grande partie de ce travail relève du domaine de l'amélioration du rendement scolaire grâce à la reconversion attributive. Par exemple, une étude a révélé que les élèves qui avaient appris à modifier leurs attributions avaient de meilleurs résultats aux devoirs et aux cours magistraux. Le processus de recyclage a ciblé spécifiquement les étudiants qui avaient tendance à attribuer un mauvais rendement scolaire à des facteurs externes et leur a enseigné qu'une mauvaise performance était souvent attribuable à des facteurs internes et instables, tels que l'effort et la capacité. Par conséquent, le recyclage a aidé les élèves à percevoir un plus grand contrôle sur leur propre réussite scolaire en modifiant leur processus d'attribution.
Des recherches plus récentes ont étendu ces résultats et examiné la valeur de la reconversion attributive pour aider les étudiants à s'adapter à un contexte peu familier et compétitif. Dans le cadre d'une étude, les étudiants de première année ont suivi une reconversion attributive après leur premier examen dans un cours de deux semestres.  Similaire à l'étude précédente, ils ont appris à faire des attributions plus contrôlables (par exemple, «je peux améliorer mon niveau de test en étudiant davantage») et moins d'attributions incontrôlables (par exemple, «Quoi que je fasse, j'échouerai»). Pour les étudiants ayant obtenu un résultat médiocre ou moyen lors de leur premier examen, le recyclage lié à l'attribution a donné lieu à des notes plus élevées en classe et à une moyenne pondérée cumulative au deuxième semestre. Les étudiants qui ont obtenu de bons résultats au premier examen se sont révélés avoir plus d'émotions positives au second semestre, à la suite d'une réorientation attributive. Prises ensemble, ces études fournissent des preuves de la flexibilité et de la modifiabilité des biais d'attribution.

## Liste des biais d'attribution
- Asymétrie acteur-observateur
- Hypothèse d'attribution défensive
- Biais égocentrique
- Effet faux-consensus
- Erreur d'attribution fondamentale
- Erreur d'attribution de groupe
- Favoritisme au sein du groupe
- Pertinence hédoniste
- Effet de négativité
- Effet de positivité
- Biais de résultat positif (homonymie)
- Projection psychologique
- Biais d'auto-complaisance
- Erreur d'attribution ultime

## Voir également
- Théorie de l'esprit
- Attribution
- Sophisme de la cause unique
- Causalité
- Dissonance cognitive
- Croyance en un monde juste
- Biais cognitifs
- Effet de faux consensus